# لو برزلو
لو برزلو (انگلیسی: Lou Breslow; ۱۸ ژوئیهٔ ۱۹۰۰ – ۱۰ نوامبر ۱۹۸۷) فیلم‌نامه‌نویس، و کارگردان فیلم اهل ایالات متحده آمریکا بود.
وی نویسنده فیلم‌هایی همچون به شکار ارواح می‌رویم، وقت خواب برای بونزو و اسلحه‌های بزرگ بوده‌است.